# Amanda Chanfreau

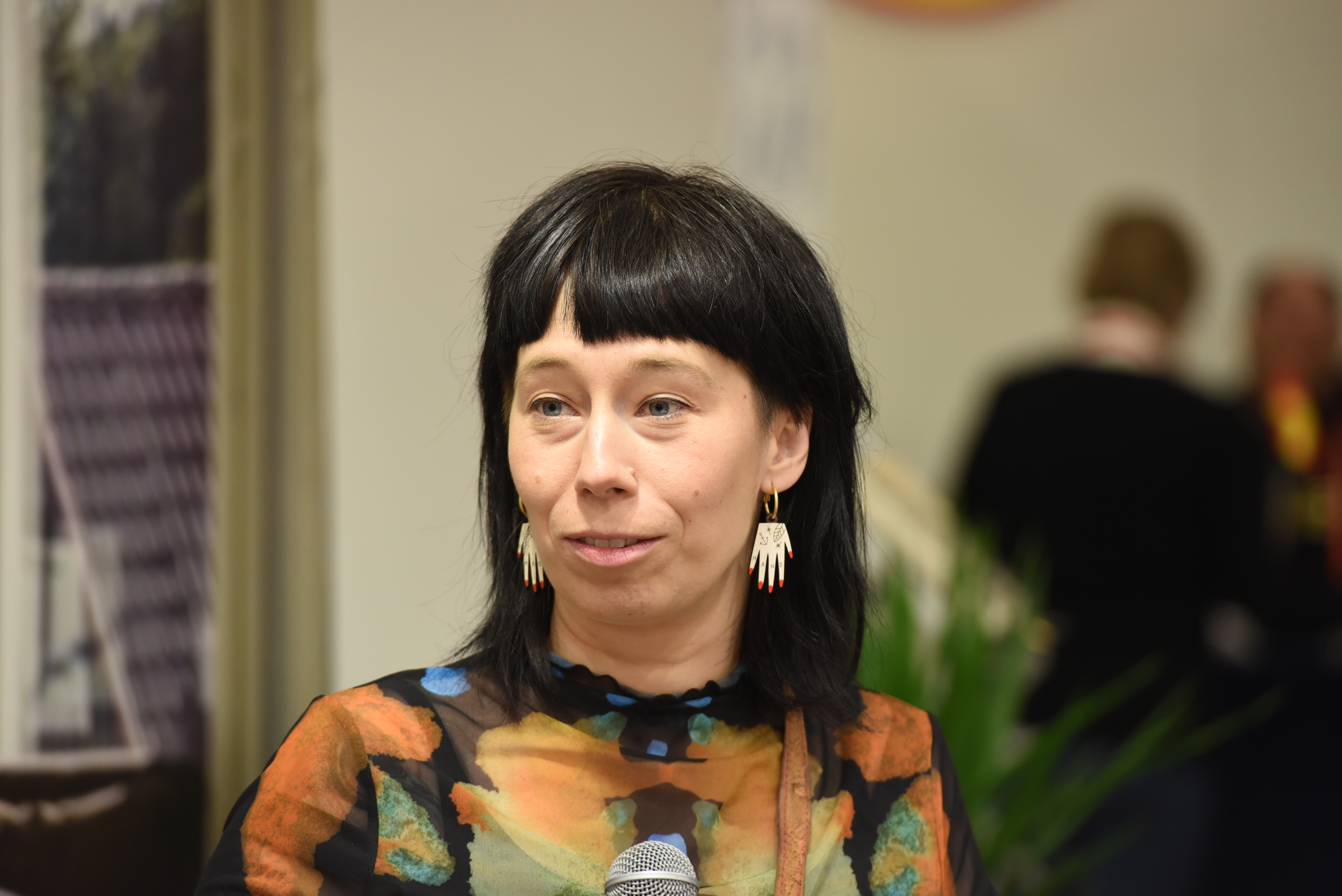
Amanda Chanfreau, 2022

Amanda Chanfreau (* 1983 in Helsinki) ist eine finnische Künstlerin und Ganzsachenkartendesignerin. Besonders bekannt ist sie durch ihre Tattoo-Arbeiten.

## Leben
Chanfreaus wuchs nach dem Umzug der Eltern in Mariehamn auf, wo sie die Schule besuchte. Nach einem Diplom im Bereich Bildende Kunst an der Volkshochschule Åland (Ålands Folkhögskola) in Finström-Pålsböle im Jahr 2001 studierte sie zwei Jahre am Bild- und Formprogramm der Wiks Volkshochschule (Wiks Folkhögskola) in Uppsala und absolvierte danach in Stockholm eine einjährige Ausbildung an der Konstskolan Idun Lovén im Bereich Skulptur und dann bis 2007 eine dreijährige Textilhandwerksausbildung an der HV Skola.
Für die Åland Post entwarf sie 2011 drei Ganzsachenkarten „Åländischer Sommer“ mit einer jeweiligen Auflage von 9.000 Stück und zugehörigem Sonderstempel. 2012 entwarf sie die Briefmarke und den Sonderstempel zum 20-jährigen Jubiläum des Åland Islands Peace Institute (ÅIPI). 2013 entwarf sie ebenfalls für die Posten Åland die Ganzsachenkartenserie „Tagpfauenauge“ samt Sonderstempel mit einer Auflage von 170.000 Stück. Die zugehörige Briefmarke war die åländische sepac-Briefmarke des Jahres.
Amanda Chanfreau ist aber auch als Malerin und Illustratorin sowie in anderen Bereichen der bildenden Kunst tätig. Sie lebte und arbeitete einige Zeit in San Cristóbal de las Casas, Mexiko. Aktuell lebt sie in Malmö, Schweden.

## Ausstellungen

### Einzelausstellungen
- 2004: „Insecta“, Stadtbibliothek Mariehamns
- 2005: „Bland farbröder och kor“, Galleri Bagarstugan, Mariehamn
- 2006: „Egon“, Stadtbibliothek Mariehamns
- 2008: „Från hängmattan - eller konsten att undvika Machu Picchu“, Galleri Kakelhallen, Mariehamn
- 2010: „Remember Haiti“, Rotes Kreuz – Bezirk Åland
- 2010: „Pasacalle“, Galleri Lugn & Ro, Eckerö
- 2012: „Mi segundo piso“, GB Gallery, Mexiko-Stadt, Mexiko
- 2012: „Stories at Hand“, Galleri Pilsnermackan, Mariehamn
- 2013: „Hemresan“, Galleri Skarpans, Mariehamn

### Gruppenausstellungen
- 2005: „Queerkult“, FolkKulturCentrum Skeppsholmen, Stockholm, Schweden
- 2010: „El Show de Terror de Dolly“, Galería La Dolorosa, San Cristóbal de las Casas, Mexiko
- 2010: „Undertow“, Eckerö Post- och Tullhus (Eckerö Post & Zollhaus), Eckerö
- 2013: „Människor och Minnen“, Norrtälje Konsthall/Ålands Konstmuseum, Norrtälje, Schweden
- 2013: „Åland Art Association – 60 Year Anniversary Exhibition“, Eckerö Post- och Tullhus, Eckerö
- 2014: „Åland Spring“, Pärnu Uue Kunsti Muuseum (The Museum of New Art), Pärnu, Estland
- 2014: „We Have a Dream“, Pärnu Uue Kunsti Muuseum, Pärnu, Estland
- 2015: „Identitatem“, Nordens Institut på Åland (NIPÅ), Mariehamn

## Kunst am Bau
- mit Rodrigo Sebastián Gomezsoto: 7-tlg. Wanddekoration, Kinderabteilung des Åland Central Hospital (2012)
- mit Rodrigo Sebastián Gomezsoto: Wandbild in der Zentralverwaltung des Ålands Gymnasium (2013)
- 3 Wandbilder, Kinderabteilung des Åland Central Hospital (2014)
- diverse Wandbilder- und Wanddekorationen in Mexiko (2009–2011)